# 舒玉泰
舒玉泰（1950年7月—），云南寻甸柯渡镇人。中国人民解放军中将。第八、第十一届全国人大代表。
2005年，担任云南省军区司令员。2008年7月，任西藏军区司令员。2009年12月，任成都军区副司令员。